# Leonardo Dei Tos
Leonardo Dei Tos (Vittorio Veneto, 27 aprile 1992) è un marciatore italiano.

## Biografia
Comincia a praticare atletica leggera fin da bambino. Ai Mondiali allievi di Bressanone del 2009, termina 10º nella 10 km, primo degli italiani con 44'26"20. Agli Europei juniores di Tallinn del 2011, termina 7º con 43'50"31
Vincitore dei Campionati italiani assoluti di atletica leggera indoor 2015 sui 5000 m di marcia in 19'16"34. Durante tutta la sua carriera giovanile si è scontrato con Massimo Stano alternandosi ai primi due posti dei vari campionati nazionali.
Ha partecipato alla Coppa Europa nel 2015 e 2017, ai Campionati del mondo a squadre di marcia 2016 di Roma.
Nel 2018 ha vinto, al debutto, i Campionati italiani 50km di marcia scendendo sotto le 4ore (3ore59'48").